# Maros-Torda
Le comitat de Maros-Torda (Maros-Torda vármegye en hongrois, comitatul Mureș-Turda en roumain, Komitat Mieresch-Thorenburg en allemand, comitatus Marosiensis et Thordiensis en latin) est un ancien comitat du royaume de Hongrie qui a existé après 1867 et jusqu'en 1918, situé en Transylvanie. Son chef-lieu était la ville de Marosvásárhely, aujourd'hui Târgu Mureș, en Roumanie.

## Géographie
Le comitat de Maros-Torda était composé du comitat urbain de Marsovásġrhely (34 km2) et du comitat rural de Marosvásárhely (4 169 km2). Il avait une superficie totale de 423 km2 pour une population de 219 589 habitants (densité : 52,2 hab/km2). Il s'étendait dans les Carpates orientales, le long de la vallée du Mureș.
Il était limité au nord-ouest par le comitat de Kolozs, au nord par le comitat de Beszterce-Naszód, à l'est par le comitat de Csík, au sud-est par le comitat de Udvarhely, au sud par le comitat de Kis-Küküllő et à l'ouest par le comitat de Torda-Aranyos.

## Histoire
Apparus au XIIIe siècle, le siège sicule de Marosszék et le comitat de Torda disparaissent en 1711 lors de l'établissement des nouveaux Bezirke par l'empereur Charles III d'Autriche. Après le Compromis austro-hongrois de 1867 qui supprime la principauté de Transylvanie un comitat de Maros-Torda aux limites simplifiées est créé sur les territoires du siège de Marosszék et d'une partie de l'ancien comitat de Torda, dans le cadre de la couronne hongroise.
En 1918, il a été intégré à la Roumanie, ce qui fut confirmé par le traité de Trianon en 1920. Il est devenu alors le județ de Mureș. De 1940 à 1944, à la suite du deuxième arbitrage de Vienne, il a été rendu à la Hongrie. Fin 1944, il réintègre la Roumanie, ce qui a été officialisé par le traité de paix de Paris en 1947.
En 1950, il a été supprimé au profit des régions administratives de la République populaire roumaine. Lors du rétablissement des județe en 1968 ses anciennes limites sont modifiées, quelques communes du nord-est étant intégrées au județ de Harghita.

## Subdivisions
Le comitat était composé du comitat urbain de Marosvásrhely et du comitat rural de Marosvásárhely lui-même formé du district urbain de Szászrégen et de cinq districts ruraux.
| Comitat        | chef-lieu      |
| -------------- | -------------- |
| Marosvásárhely | Marosvásárhely |

| District   | Chef-lieu  |
| ---------- | ---------- |
| Szászrégen | Szászrégen |

| District      | Chef-lieu      |
| ------------- | -------------- |
| Maros alsó    | Marosvásġrhely |
| Maros felső   | Marosvásárhely |
| Nyáradszereda | Nyáradszereda  |
| Régen alsó    | Szászrégen     |
| Régen felső   | Szárégen       |

## Démographie
En 1900, le comitat comptait 197 618 habitants dont 119 810 Hongrois (60,63 %), 67 402 Roumains (34,11 %) et 7 446 Allemands (3,77 %).
En 1910, le comitat comptait 219 589 habitants dont 134 166 Hongrois (61,10 %), 71 909 Roumains (32,75 %) et 8 306 Allemands (3,78 %).